# Taxi Girl (groupe)
Pour les articles homonymes, voir Taxi Girl.
Taxi Girl est un groupe de rock français actif de 1978 à 1986.

## Carrière

### Débuts et succès (1978-1980)
Taxi Girl est un groupe de « l'after punk » à tendance new wave et à l'esthétique romantique, rouge et noire, magnétique, punk. Il a existé de 1978 à 1986, avec des prestations scéniques mémorables et une histoire quelque peu dramatique. Au-delà de leur noyau de fans, ils ont connu le succès surtout grâce à leurs deux premiers maxi 45T : Mannequin en 1980, et surtout Cherchez le garçon en 1980, vendu à plus de 150 000 exemplaires. Ces deux premiers singles sont réalisés par Andy Scott et Maxime Schmitt. Composé de cinq membres au départ en 1978, le groupe connaît son premier drame à la mort du batteur Pierre Wolfsohn d'une surdose de cocaïne le 24 juillet 1981.
Ils se produisent sur les scènes parisiennes comme le Palace, le Rose Bonbon et le Casino de Paris. Le magazine Actuel les assimile, avec les groupes Marquis de Sade et Artefact, à la vague des « jeunes gens modernes » popularisée par le journaliste Jean-Éric Perrin dans sa chronique Frenchy but chic dans le mensuel Rock & Folk.

### Seppukuet départs (1981-1983)
Devenu trio après le départ de Stéphane Erard et la mort de Pierre Wolfsohn, Taxi Girl publie en 1981 son premier et seul album Seppuku. Sorti sur son propre label Mankin monté avec l'aide de Virgin et présenté comme l'un des premiers labels indépendants français, Seppuku est enregistré par Andy Scott et produit par Jean-Jacques Burnel des Stranglers. Le batteur Jet Black, pour les percussions, participe également à quelques morceaux.
Malgré une reconnaissance certaine de la part du public, ce disque ne connaîtra pas de véritable succès (à peine 50 000 exemplaires). De par ses thématiques (sorcellerie, meurtre, drogue, etc.) la presse lui attribuera l'étiquette de disque sombre et forcément pas très commercial. Seppuku a la particularité d'être un disque entièrement scellé, Daniel Darc aurait souhaité à l'époque qu'y soit incluse une lame de rasoir pour pouvoir l'ouvrir,.
L'album est inclus dans l'ouvrage Rock français : De Johnny à BB Brunes, 123 albums essentiels de Philippe Manœuvre.
À la suite de cet album, Taxi Girl participera à une longue tournée anglaise pour promouvoir son disque en première partie des Stranglers. Virgin éditera, à ce titre, une version anglaise de Seppuku avec un chant adapté pour l'occasion.

### Dernières années en duo (1983-1986)
Très difficile à gérer en raison d'une tension grandissante entre Laurent Sinclair et Mirwais Stass, Taxi Girl poursuivra, à partir de 1983, ses activités sous la forme d'un duo composé de Daniel Darc et Mirwais Stass (Laurent ayant été remercié sans ménagement à la fin de cette année). En 1983, ils publient le mini album Quelqu'un comme toi, considéré par Daniel Darc comme ce qu'ils ont fait de mieux. On notera quelques titres emblématiques des problèmes de drogue que rencontre ce dernier (Plus je sais plus j'oublie, De l'autre côté et surtout Monna).
À partir de la fin de l'année 1983, le groupe ralentit son activité musicale.
Durant cette période, le duo travaille à l'élaboration de six nouvelles chansons qui paraîtront sur trois singles différents, sur trois ans. Ainsi en 1984, alors qu'une émission sur Europe 1 leur est consacrée au mois d'avril, paraissent les singles Dites-le fort (avec Les jours sont bien trop longs en face B) inspiré du funk Say It Loud, I'm Black and I'm Proud de James Brown, suivi du désabusé Paris quelques mois plus tard, au clip à l'esthétique froide et à l'ambiance crépusculaire resté dans les mémoires. Ces disques rencontreront le succès sur les pistes de danse, mais seulement un succès commercial mitigé, notamment à cause d'une promotion désastreuse en raison de l'addiction de Daniel.
En 1985, le duo participe à l'album hommage Les Enfants du Velvet, sur lequel ils interprètent la chanson de Lou Reed adaptée en français Je rêve encore de toi (Stéphanie Says). En 1986, devant le manque de succès et les frasques de Daniel Darc, Virgin rompt le contrat du groupe. Le duo se tourne donc vers un label indépendant pour sortir un dernier single intitulé Aussi belle qu'une balle (avec en face B Je suis déjà parti). La chanson-titre passe sur les ondes et le single rencontre un petit succès. Après cela, le duo se sépare pour se consacrer à des projets solo, le groupe Taxi Girl n'existe plus. Toutes les chansons de cette dernière période paraîtront sur l'album intitulé 84-86 en 1990.

### Post séparation
Après l'arrêt du groupe, le chanteur et parolier Daniel Darc fait paraître plusieurs albums solo. Les trois derniers en date, Crèvecœur, Amours suprêmes et La Taille de mon âme, réalisés par Frédéric Lo et Laurent Marimbert, sont de véritables succès à la fois critique et public. Daniel Darc publie également quelques textes, des nouvelles et articles (Best, Technikart). Animé par de nombreux projets (collaborations, écriture, biographie) mais rattrapé par ses nombreuses addictions, il meurt le 28 février 2013 d'une surdose de médicaments et d'alcool.
Laurent Sinclair, quant à lui, participe à de nombreux projets et joue avec bon nombre de musiciens, entre autres Jean-Jacques Burnel, Purple Helmets, Pascal Comelade, Jil Caplan, et assure même une apparition sur le dernier album de Juliette et les Indépendants, le groupe de Mirwais. Tenté par une carrière solo, il sort un unique single, Devant le miroir (produit par Jean-Jacques Burnel), à la source de son éviction de Taxi Girl. En effet, les deux autres membres, opposés à ce que ce titre devienne le nouveau single du groupe, avaient préféré se séparer de leur clavier plutôt que de négocier sur ce point. La version originale de Devant le miroir se trouve sur le disque/compilation Suite & fin ? édité par NewRose/Fanclub en 1989. Laurent Sinclair meurt dans la nuit du 1er au 2 septembre 2019
De son côté, Mirwais Stass sort un premier album solo en 1990, sobrement appelé Mirwais et qui ne connaîtra pas de véritable succès. Son second album, Production, sorti en 2000, fait de lui le nouveau designer sonore français. À la demande de Madonna, il produit l'album Music de 2000, la totalité d'American Life en 2003 et quelques titres de Confessions on a Dance Floor en 2005. Il coproduit par ailleurs plusieurs titres de l'album Odyssey du groupe américain Fischerspooner. Il compose en 2006 la B.O. du film Pardonnez-moi de Maïwenn, ainsi que celle de Nobody is Perfect, le film de Raphaël Sibilla. En 2008, il co-compose et produit, avec Yasmine Hamdan, l'album Arabology sous le nom de Yas ; ce projet a la particularité de concilier musique technologique et chant en arabe. En 2010, il produit quatre titres sur le premier album de la chanteuse Uffie. En 2019 il co compose et produit 9 chansons de l'album de Madonna Madame X, dont les single Medellin avec la participation du chanteur colombien Maluma, God Control et I Don't Search I Find. En 2024, Mirwais sort un livre sur Taxi-Girl qui s'appelle Taxi-Girl 1978-1981 qui relate l'histoire des trois premières années du groupe.

## Membres
- Daniel Darc (chant, de 1978 à 1986) †
- Mirwais Stass (guitare, de 1978 à 1986)
- Laurent Sinclair (claviers, de 1978 à 1983) †
- Stéphane Erard (basse, de 1978 à 1980)
- Pierre Wolfsohn (batterie, de 1978 à 1981, année de sa mort) †
- Pascal Geneix (guitare, 1978)
- Philippe Le Mongne (basse, 1983-1986)

## Discographie

### Albums
- Cherchez le garçon (1980)
- Seppuku (1982)
- Seppuku (version anglaise) (1982)
- Quelqu'un comme toi (1983)

### Singles et EP
- Mannequin (maxi & single) (1980)
- Cherchez le garçon (maxi & single) (1980)
- Jardin chinois (nouvelle version) (single) (1981)
- Les Armées de la nuit (maxi & single) (1981)
- Dites-le fort (Nous sommes jeunes sommes fiers) (maxi & single) (1984)
- Paris (maxi & single) (1984)
- Aussi belle qu'une balle (maxi & single) (1986)
- Cherchez le garçon (4 remixes) (1995)

### Compilations
- Suite & fin ? (album compilation + inédits) (1989)
- Quelque part dans Paris (live + inédits) (1990)
- 84-86 (compilation) (1990)